# Дальнегорский район
Дальнегорский район — административно-территориальная единица и муниципальное образование Приморского края Российской Федерации, существовавшие до 1997 года.
Административный центр — город краевого подчинения Дальнегорск — в состав района не входил.

## История
4 марта 1941 года указом Президиума Верховного Совета РСФСР за счёт разукрупнения Ольгинского и Тернейского районов был образован Тетюхинский район (центр — рабочий посёлок Тетюхе), в составе 7 сельсоветов: Богопольского, Кавалеровского, Лидовского, Макаровского, Суворовского из Ольгинского района и Джигитского, Ключевского из Тернейского района
3 июня 1954 года Указом Президиума Верховного Совета РСФСР из части Тетюхинского района был образован Кавалеровский район (центр — посёлок Кавалерово). В 1972 году Тетюхинский район был переименован в Дальнегорский.
В 1997 году Дальнегорский район был упразднён, а все его населённые пункты были подчинены администрации г. Дальнегорска. В 2004 году они составили Дальнегорский городской округ.

## Населённые пункты
В район входили 7 населённых пунктов:
- 3 рабочих посёлка (посёлка городского типа);
- 4 деревни;
- 1 село.

| № | Населённый пункт | Тип             |
| - | ---------------- | --------------- |
| 1 | Каменка          | рабочий посёлок |
| 2 | Краснореченский  | рабочий посёлок |
| 3 | Лидовка          | деревня         |
| 4 | Мономахово       | деревня         |
| 5 | Рудная Пристань  | рабочий посёлок |
| 6 | Сержантово       | село            |
| 7 | Черемшаны        | деревня         |

В октябре 2004 года до образования Дальнегорского городского округа Каменка, Краснореченский и Рудная Пристань были преобразованы в сельские населённые пункты.